# Zoothera heinrichi
El zorzal terrestre de Célebes (Zoothera heinrichi) es una especie de ave paseriforme de la familia Turdidae endémica de la isla de Célebes, en Indonesia. Anteriormente se clasificaba como la única especie del género Geomalia. 
Su nombre científico conmemora a su descubridor, el explorador alemán Gerd Heinrich.

## Descripción
El zorzal terrestre de Célebes mide alrededor de 29 cm de largo, incluida su larga cola. Su plumaje en general es de color castaño, algo más rojizo en el pecho, aunque sus alas son de color pardo grisáceo oscuro. Sus alas son cortas, mientras que su cola y patas son largas, fruto de la adaptación a la vida en el suelo. De hecho, el nombre de su género original, Geomalia, hace referencia a sus hábitos terrícolas, «geo» en griego significa «tierra» y «malia» es el género de otro pájaro superficialmente parecido de la isla, el timalí malia, aunque no emparentado.

## Distribución y hábitat
Se encuentra únicamente en los bosques tropicales de las montañas de la isla de Célebes, ocupando el estrato del suelo entre el denso sotobosque. 
La especie está amenazada por la tala incontrolada de los bosques y otras actividades que degradan las montañas de Célebes, incluido los espacios protegidos como el parque nacional Lore Lindu. Está clasificada como especie casi amenazada en la Lista Roja de la UICN.